# Bolesław Didyk
Bolesław Didyk (ur. 23 marca 1933 we Właszozyńcach w powiecie krzemienieckim, zm. 22 marca 1991) – polski inżynier i urzędnik państwowy, wojewoda zamojski (1986–1990).

## Życiorys
Ukończył studia na Wydziale Melioracji Wodnych Wyższej Szkoły Rolniczej we Wrocławiu, po czym pracował m.in. w Rejonowym Kierownictwie Robót Wodno-Melioracyjnych w Zamościu. Zatrudniony przy budowie kanału Wieprz-Krzna jako starszy inżynier, następnie w charakterze starszego agromelioratora, oraz kierownika Powiatowego Inspektoratu Wodnych Melioracji w Prezydium Powiatowej Rady Narodowej w Krasnymstawie. W latach 1971–1982 pełnił obowiązki dyrektora Rejonowego Przedsiębiorstwa Melioracyjnego w Zamościu. Od sierpnia 1982 sprawował funkcję wicewojewody zamojskiego, następnie od czerwca 1986 wojewody – był wówczas jedyną osobą bezpartyjną na tym stanowisku.